# NGC 5033
NGC 5033是一個位於獵犬座的傾斜螺旋星系，該星系距離銀河系的推測距離在3800至6300萬光年之間。NGC 5033的核心極為明亮，盤面則相對亮度較低，並且它的南半部盤面明顯扭曲。因為NGC 5033的角直徑相對較大與相對較高的表面亮度，使它成為業餘天文學家較容易觀測並攝影的天體。並因為NGC 5033距離地球相對較近，以及它的活动星系核（AGN），使它經常成為天文學家的研究目標。

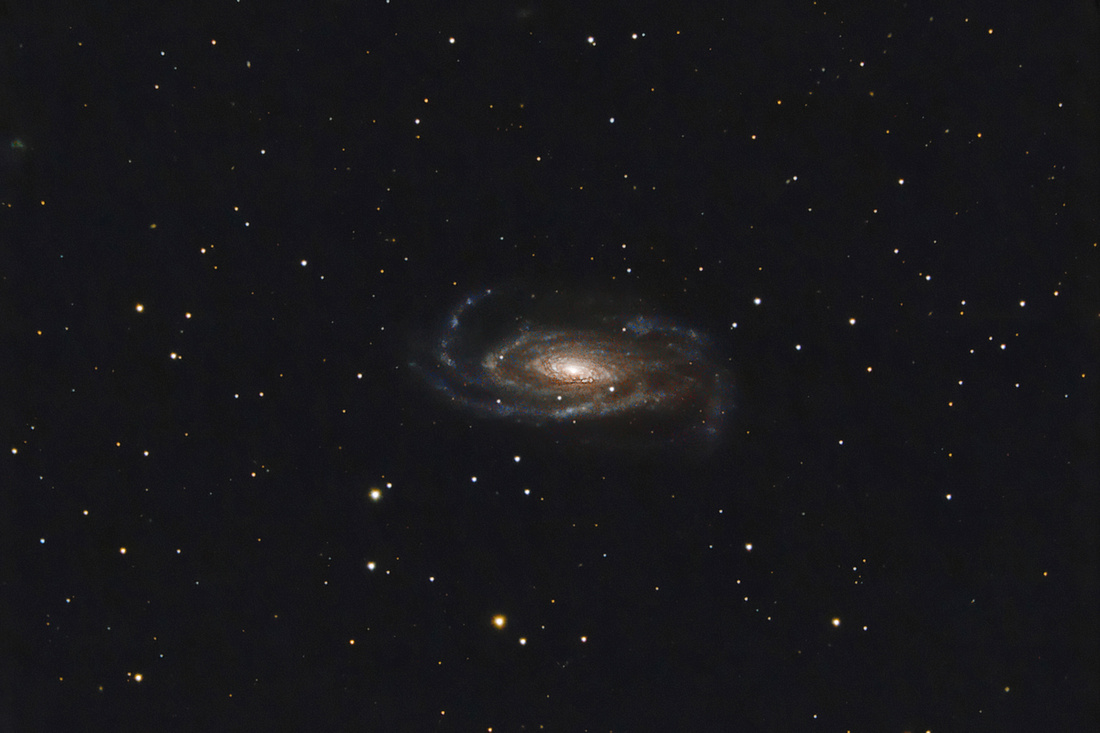
業餘天文學家拍攝的NGC 5033影像。

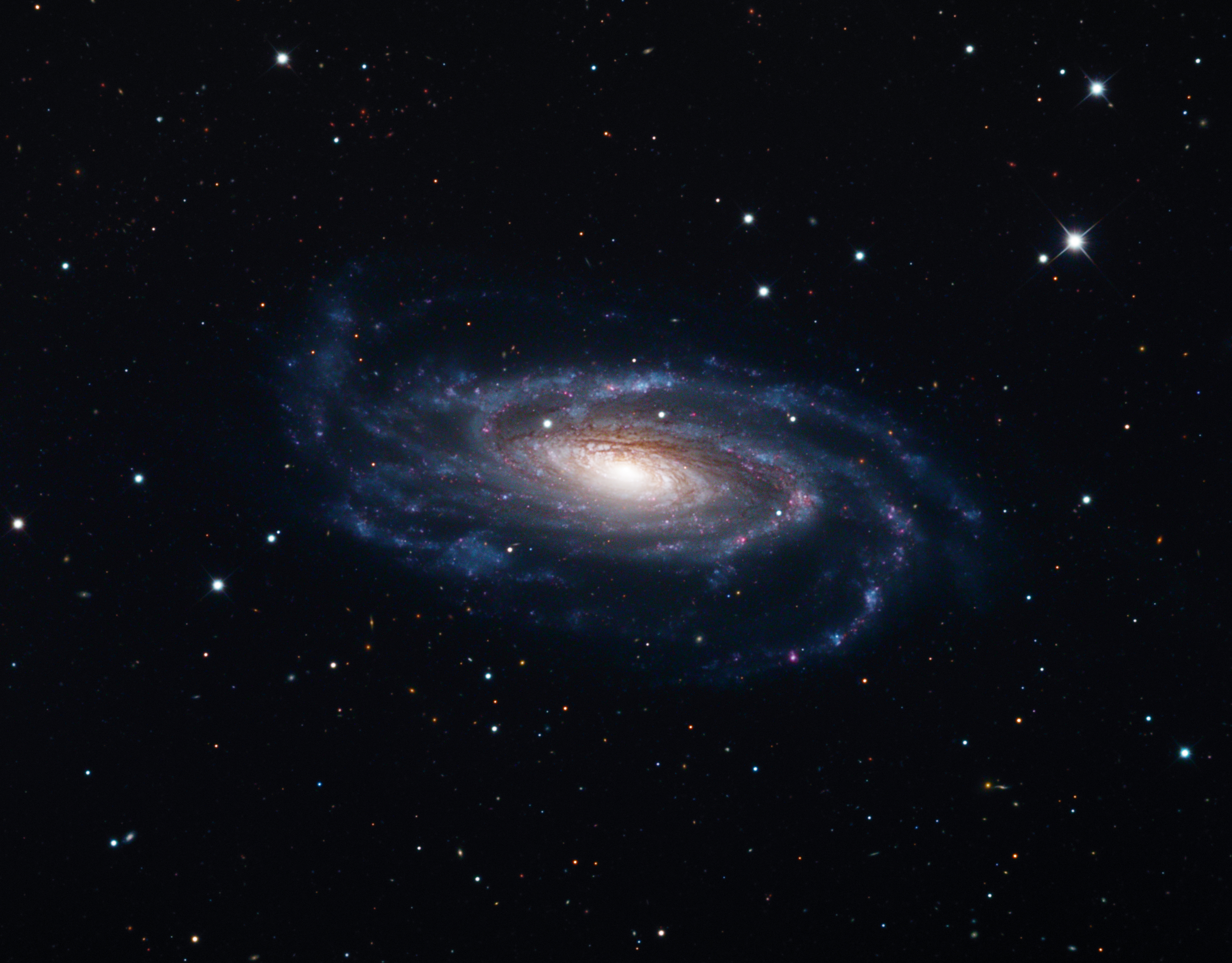
美國亞利桑那州萊蒙山天文台口徑32英吋舒曼望遠鏡拍攝的NGC 5033影像。

## 核球結構
NGC 5033是屬於活躍星系的西佛星系 。和其他擁有活动星系核的星系一樣，NGC 5033的中心被認為有超大質量黑洞存在。The bright emission seen in visible light (as well as other wavebands) is partially produced by the hot gas in the environment around this black hole.
對NGC 5033中心的積分視場光譜觀測結果指出，它的西佛星系核心並不是位於星系的動力學中心點（星系中恆星環繞的中心點）。天文學家解釋這是NGC 5033曾經與其他星系合併的證據。西佛星系核從星系動力學中心位移可能使環繞星系中心旋轉的氣體運動狀態不穩定，這將使氣體落入西佛星系核中。這些落入核心的氣體可能因為巨大的重力擠壓而使溫度變高，讓星系中心亮度增加並且變得高活動性。

## 鄰近星系
NGC 5033和鄰近的星系NGC 5005是一對有物理關聯的星系。這兩個星系之間有微弱的重力交互作用，但兩者之間的距離並不足以使潮汐力改變星系的形狀。附近較黯淡的不規則星系IC 4182與前述兩星系為同一個星系群成員。